# 新墨西哥州立大學
新墨西哥州立大學（英語：New Mexico State University，縮寫：NMSU），簡稱為新墨州大，是一所創建於西元1888年，男女合校的美國公立大學，位於美國新墨西哥州南部的第二大城拉斯克鲁塞斯，与新墨西哥大学为该州两所研究型大学。
學校原名拉斯克鲁塞斯學院，為太空總署太空獎學金大學(NASA space-grant university)及州政府赠地大學，全校佔地超過6,000英畝。距離德州西部的邊境大城艾帕索車程約40分鐘。

## 历史

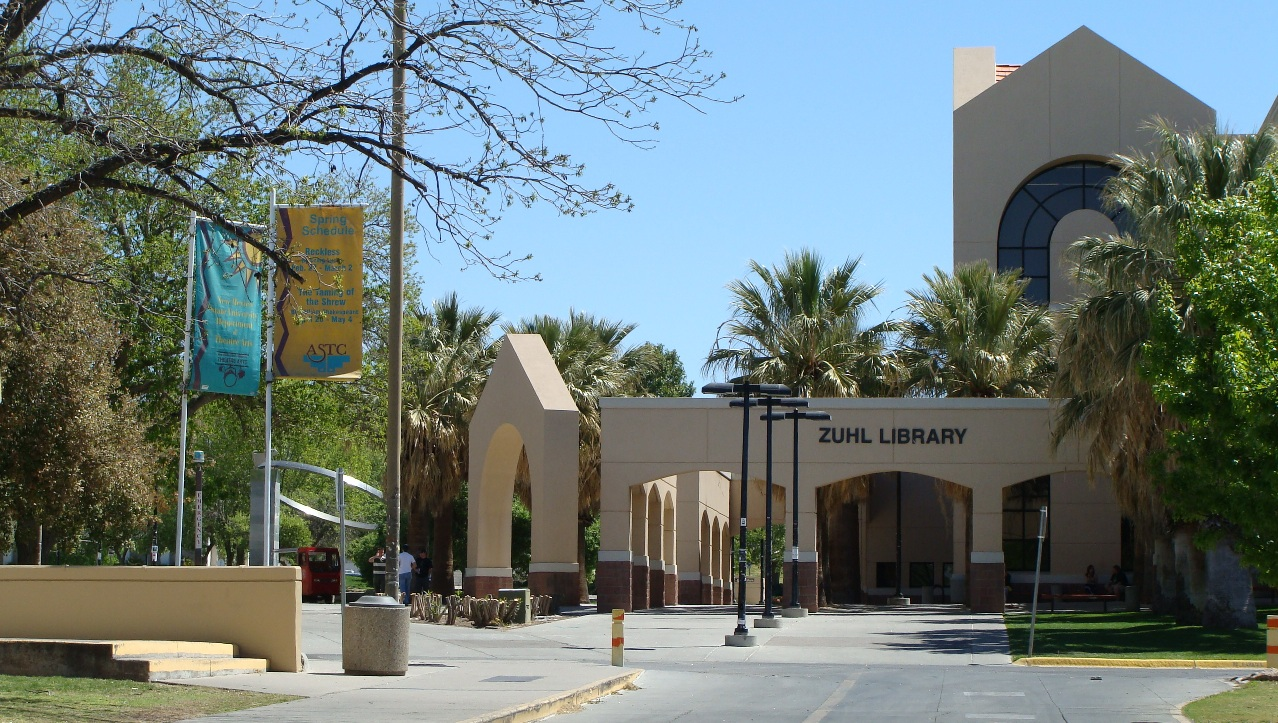
Zuhl圖書館

西元1888年，拉斯庫塞斯學院(Las Cruces College)從一棟土坯樓房中誕生。創立時最早是一所農業院校。1889年更名為“新墨西哥農工學院”(New Mexico College of Agriculture and Mechanic Arts)。1891年2月，該校第一座教學大樓—麥卡費館(Mcfie Hall)落成，該館在1910年大火中毀壞。該校歷經艱苦，尤其在1929年經濟大蕭條中，承受過巨大的財政與政治壓力，但新墨州大農學人(Aggies)仍然堅持不懈。並在第二次世界大戰中，學校臨時建成軍事訓練基地，為同盟國正義事業付出過辛勞汗水。二戰後，學校情勢逐漸好轉，並發展成今日規模龐大，教學體系完善，教育經費充足的綜合性公立大學。2016年秋季學期，新墨西哥州立大學附屬之Burrell醫學院招收了第一屆學生。

## 組織

### 學院
- 農業,消費者與環境科學學院 (College of Agricultural, Consumer and Environmental Sciences)
- 人文與科學學院 (College of Arts and Sciences)
- 商學院 (College of Business)
- 教育學院 (College of Education)
- 工學院 (College of Engineering)
- 健康與社會服務學院 (College of Health and Social Services)
- 榮譽學院 (Honors College)
- 推廣教育學院 (College of Extended Learning)

### 研究所及附屬學院
- 研究所 (Graduate School)
- 醫學院 (Burrell College of Osteopathic Medicine at NMSU)

## 環境
學校坐落於西班牙語裔文化中心地帶，時刻散發著濃濃的西班牙風與墨西哥風情，該校１／４的學生由西班牙語裔學生構成。學校距離美國陸軍的白沙飛彈試驗中心(White Sands Missile Range)不遠，研發原子彈的物理科學實驗室(Physical Science Laboratory)就坐落在新墨州大校園中。英國巨富理察布蘭森Richard Branson的自費太空旅行計劃"美國太空港"(Spaceport America)設置在新墨州大所在地附近的Truth or Consequences, NM。

## 排名
依據美國新聞與世界報導US News大學部排名，2013年全美排名第189名。2008-2009年全美排名第218名。2004年全美排名第169名。

## 体育
- 男子籃球 四強(Final Four)：1970(全國第三名)，十六強(Sweet Sixteen)：1992, 1969, 1968, 1952，三十二強：1993, 1975, 2022，
- 六十四強：2019, 2018, 2017, 2015, 2014, 2013, 2012, 2010, 2007, 1999, 1994, 1991, 1990, 1979, 1971, 1967, 1960, 1959
- 美式足球季後賽 快道盃Quick Lane Bowl: 2022(勝 保林葛林州大Bowling Green State, 24-19)，亞利桑那盃Arizona Bowl: 2017(勝 猶他州大Utah State, 26-20)，太陽盃Sun Bowl：1960(勝 猶他州大Utah State, 20-13), 1959(勝 北德州大North Texas State, 28-8), 1936(平 德州哈丁西蒙Hardin-Simmons, 14-14)

## 外部連結
- New Mexico State University （页面存档备份，存于） - 官方網站